# Kozarica (Kosovo)
Kozarica är en kulle i Kosovo. Den ligger i den norra delen av landet, 21 km nordväst om huvudstaden Priština. Toppen på Kozarica är 670 meter över havet.
Terrängen runt Kozarica är platt åt sydväst, men åt nordost är den kuperad. Runt Kozarica är det ganska tätbefolkat, med 222 invånare per kvadratkilometer. Närmaste större samhälle är Mitrovicë, 14,7 km väster om Kozarica. Trakten runt Kozarica består till största delen av jordbruksmark.